# Школа новых технологий
«Шко́ла но́вых техноло́гий» («ШНТ») — совместный проект Департамента образования и Департамента информационных технологий города Москвы, созданный с целью поддержки инновационных преобразований в сфере столичного образования. Проект состоит из серии конкурсов, образовательных активностей и мероприятий по технологической модернизации школ.
Цель проекта «Школа новых технологий» — сделать городскую школу современным центром инноваций, лабораторией, позволяющей учащимся в полной мере реализовывать свои замыслы и раскрывать таланты.
Основные направления деятельности проекта:
- Создание современных образовательных профильных центров по направлениям
- Стимулирование школ к активному применению современных технологий[2]
- Поддержка и популяризация передовых практик ИТ-решений
- Популяризация ИТ-профессий среди школьников[3]
- Апробация инновационных направлений
- Тематические образовательные мероприятия для учителей, учеников и родителей

В период с 2013 по 2021 годы в проекте принимали участие 223 московские школы, которые прошли конкурсный отбор и получили в подарок современное оборудование.

## История
Первый конкурсный этап проекта состоялся в 2013 году. В нём приняли участие более 400 образовательных учреждений Москвы. Отбор школ-участников проводился в виде конкурса, состоящего из нескольких этапов. Победителями стали 20 московских школ. В жюри присутствовали представители компании Microsoft, IBM, Cisco, Google и другие. Школы-победители получили новое оборудование и софинансирование IT-проектов от городских властей.
Второй этап проекта стартовал в апреле 2014 года. От московских школ поступило 435 заявок. На данном этапе оценивался уровень технологического развития учебных заведений, анализировался интернет-трафик школ. Затем преподаватели приняли участие в тестировании на знание информационных технологий. Последним этапом отсева стала защита видеопрезентаций и паспортов разработанных IT — проектов. В конкурсе участвовало более 16 тысяч учителей. В конце октября 2014 года был оглашен список победителей, ими стали 200 московских школ. Школы -победители получили гранты от Правительства Москвы для реализации своих IT-проектов. Наиболее многочисленными по количеству победителей административными округами стали Юго-Восточный и Южный (по 28 школ-призеров). Также среди победителей — 10 школ Зеленограда и 4 образовательные организации из Новой Москвы.
На базе оборудования, предоставленного «ШНТ», московский восьмиклассник Артём Васюник спроектировал летающий автомобиль «Автолетъ», а ученик 10-го класса лицея № 1502 Олег Зобов сделал своими руками 3D принтер.
В 2021\22 учебном году проект не проводится. 

## Руководство
Марчак Игорь Степанович — руководитель проектного офиса.

## Проекты
Школа мобильных приложений — конкурс на разработку лучшего мобильного приложения среди школьников. Участники «Школы мобильных приложений» будут разрабатывать свои конкурсные проекты совместно с экспертами крупнейших российских
и зарубежных IT-компаний. В рамках проекта «Школа мобильных приложений» в ноябре 2015 состоялся первый школьный Хакатон. На Хакатон было зарегистрировано более 300 школьников.
Школа реальных дел — конкурс проектов и прикладных исследований школьников на основе реальных задач работодателей.Конкурс проводился школой № 2086 совместно с «ШНТ». Генеральным партнером выступил фонд Олега Дерипаска «Вольное Дело».
ИТ-репортер — конкурс творческих статей о современных технологиях, который проводится в рамках проекта «ШНТ» для учащихся, посетивших с экскурсиями офисы ведущих мировых и российских ИТ-компаний.
Путь к мечте — программа, в рамках которой старшеклассники московских школ получают возможность пообщаться с профессионалами ИТ-индустрии в рамках профориентационных лекций. В числе компаний-спикеров в проекте участвовали Mail.ru Group, Яндекс, Samsung, Microsoft, МТС, Cisco, Canon и многие другие.
УчИТель — конкурс на самого прогрессивного педагога Москвы.Проект направлен на поддержку учителей, эффективно внедряющих передовые технологии в образовательный процесс.Проводился совместно со школой № 354 имени Д. М. Карбышева . Победителями стали 10 московских учителей, включая учителя начальных классов и педагога-логопеда.
3D-принтер в образовании — конкурс для московских школьников, главной задачей которого было спроектировать 3D-модели, которые помогут преподавателям на уроках.Конкурс проводился совместно с компанией «3D-Племя». Победителем стала творческая группа под руководством Дмитрия Гайдина.
Интерактивный эксперимент — конкурс для педагогов, нацеленный на повышение уровня владения педагогами современными методами и техническими средствами обучения. Проводился совместно с компаниями SMART Technologies и ЭДКОМ.
Изучи интернет — управляй им! — всероссийский онлайн-чемпионат, направленный на повышение уровня цифровой грамотности молодых пользователей интернета .